# Арнулф (Холандия)
Арнулф (на немски: Arnulf von Holland; Arnulf von Gent; * ок. 955; † 18 ноември 993 във Винкел) от фамилията Герулфинги е граф на Западна Фризия (Холандия (988 – 993) и бургграф на Гент (988 – 993).
Той е първият син на граф Дитрих II († 6 май 988) и съпругата му Хилдегард от Фландрия (ок. 935 – 990), дъщеря на граф Арнулф I от Фландрия и Адел дьо Вермандоа. Брат му Егберт († 8 декември 993) е 976 г. канцлер на империята, 977 г. архиепископ на Трир.
Арнулф се жени 980 г. за Лиутгард Люксембургска (* 953; † сл. 1005), дъщеря на граф Зигфрид I от Люксембург и Хадвига от Нордгау. Тя е сестра на императрица Кунигунда.  Двамата имат децата:
- Дитрих III († 27 май 1039), граф на Холандия (993 – 1039)
- Зигфрид (Сицо) († 5 юни 1030), фогт на Западна Фризия
- Алеида (Аделина) (* ок. 990; † ок.  1045), омъжена 1. за Балдуин II († 1033), граф на Булон и 2. за Енгуеранд I граф на Понтийо († 1045).

Арнулф придружава през 983 г. Ото II в Италия. През 988 г. последва баща си. Понеже, както баща си, е поддръжник на Отоните, Хуго Капет разрушава територията му. Той е убит в битка при Винкел против фризите.
Арнулф и родителите му са погребани в манастир Егмонд.